# Cesar Burecu
Cesar Burecu (武烈天皇 Burecu-teno) je 25. japonski cesar v skladu s tradicionalnim dednim nasledstvom.
Njegovem vladanju ne moremo pripisati točnih datumov, a naj bi po konvencijah vladal med leti 498 in 506.

## Legenda
Burecu je bil monarh iz konca 5. in  začetka 6. stoletja, a so informacije o njegovem življenju redke, virov za nadaljnje študije in verifikacijo pa ni dovolj.
Buretsu je bil sin cesarja Ninkena in Kasuga no Oiracume no Kogo (春日大郎皇后). Njegovo ime je bilo Ohacuse no Vakasazaki no Mikoto (小泊瀬稚鷦鷯尊).

## Burecova vladavina
Če je cesar Keitai začel novo dinastijo cesarjev, v kar so nekateri zgodovinarji prepričani, je bil Burecu zadnji cesar prve japonske dinastije.
Njegov dejanski naziv je bil verjetno Sumeramikoto ali Amenošita Širošimesu Okimi (治天下大王, "veliki kralj, ki vlada pod nebesi"), saj se naziv teno pojavi šele v času cesarja Tenmuja in cesarice Džito. Lahko da so ga nazivali z Jamato Okimi (ヤマト大王/大君, "veliki kralj Jamata").
Burecu je opisan kot zelo zlobna zgodovinska osebnost. Nihon Šoki ga primerja z Di Xinom dinastije Šang, zapisi v Kodžikiju pa tega ne nakazujejo. Obstaja več teorij o tej razliki. Nekateri verjamejo, da so s tem upravičili in hvalili njegovega naslednika, cesarja Keitaia, ki je vladanje prevzel pod sumljivimi okoliščinami. Pred drugo svetovno vojno so zapise o njegovem vladanju zanalašč izpuščali za zagotavljanje izvora linijskega nasledstva japonskih cesarjev iz starodavnega časa "epohe bogov".
Dejansko mesto Burecujevega groba ni znano. Tradicionalno ga častijo v spominskem šintoističnem svetišču (misasagi) v Nari. Cesarska hiša je posvetila to lokacijo kot njegov mavzolej. Uradno se imenuje Kataoka no Ivacuki no oka no kita no misasagi.